# 5-甲氧基-7,N,N-三甲基色胺
5-甲氧基-7,N,N-三甲基色胺（英语：5-Methoxy-7,N,N-trimethyltryptamine，简称5-MeO-7,N,N-TMT），是一种色胺衍生物，可作为5-HT2血清素受体的激动剂。在动物试验中，7,N,N-TMT和5-MeO-7,N,N-TMT产生的行为反应类似于DMT和5-MeO-DMT等迷幻药的行为反应，但是具有较大7位取代基的化合物（如7-乙基-DMT和7-溴-DMT）不会产生适合迷幻的反应，尽管它们具有高5-HT2受体结合亲和力，这表明它们可能是5-HT2受体的拮抗剂或弱部分激动剂。相关化合物7-MeO-MiPT（参见5-MeO-MiPT）也被发现无活性，表明7位对该位置的大基团耐受性差，至少在需要激动剂活性时如此。